# Воскресенская улица (Киев)
Воскресенская улица (укр. Воскресенська вулиця) — улица в Днепровского района Киева, жилищный массив Воскресенка. Пролегает от проспекта Георгия Нарбута до проспекта Алишера Навои.

## История
Улица возникла в 60-е годы XX века, как ответвление Воскресенского шоссе (ныне Проспект Освободителей). Современное название — с 1968 года.

## Застройка
С нечётной стороны застроена типичными для Воскресенки зданиями — пятиэтажными «хрущёвками» и девятиэтажками. С чётной стороны — остатки частного сектора и жилой комплекс «Парковые озёра».